# Joaquín de la Peña
José Joaquín del Sagrado Corazón de Jesús Atanacio Pascual de la Santísima Trinidad de la Peña Terán (San Juan del Río, Querétaro, 2 de mayo de 1891 - Ciudad de México, 12 de julio de 1959) Fue un militar e industrial mexicano que fue gobernador interino de Querétaro durante ocho meses.

## Biografía
Nació en San Juan del Río, Querétaro, el 2 de mayo de 1891. Sus padres fueron don Francisco de la Peña García y doña Teresa Terán.

### Estudios

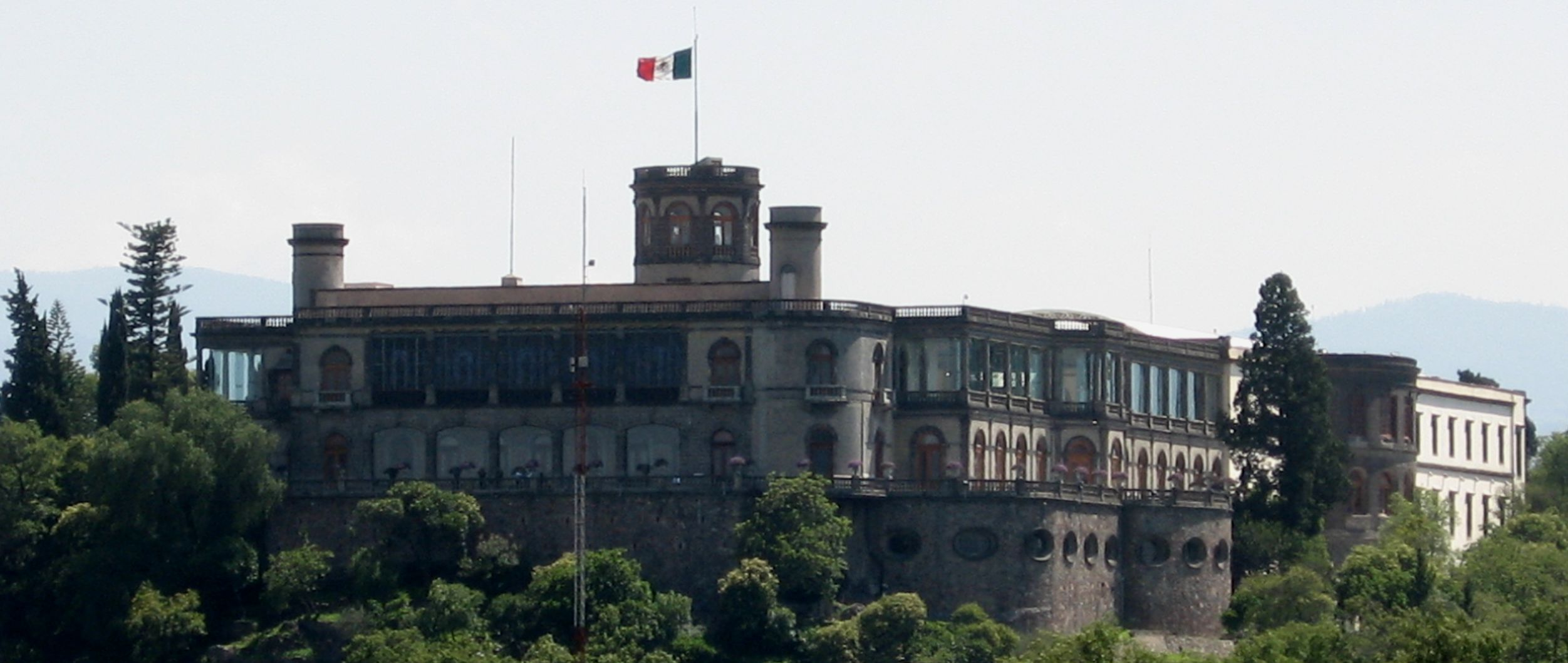
Castillo de chapultepcec

Realizó sus estudios en la Ciudad de México, en el Instituto Científico de San Borja después en el Colegio Militar de Chapultepec, del que egresó a los veinte años de edad en 1912.

### Inicios de carrera militar
Un año después Joaquín de la Peña obtuvo el grado de capitán del Estado Mayor del general queretano Guillermo Rubio Navarrete; después se unió a la División del Norte, ya con el grado de teniente coronel. A principios de 1915, cuando las fuerzas de Villa dominaban Querétaro, el teniente coronel De la Peña fue nombrado comandante militar del Estado, y como aspiraba la gubernatura, obstaculizó las labores que llevaba a cabo el gobernador Gustavo M. Bravo. En mayo de 1914, ante el avance de Álvaro Obregón sobre el Bajío para combatir al ejército de Francisco Villa, De la Peña luchó en Querétaro contra los obregonistas, pero fue vencido por el general Fortunato Maycotte en San Juan del Río. Posteriormente, se rindió ante el gobierno y le fue reconocido el grado de general brigadier que había obtenido. Años más tarde, en 1923, estalló la rebelión delahuertista a causa de la sucesión presidencial.

### Gobernador
Joaquín fue un gobernador interino de Querétaro durante 8 meses, del 15 de diciembre al 25 de agosto de 1924, ganó la gubernatura después de haber aprendido a Francisco Ramírez Luque el 15 de diciembre bajo una orden de Obregón, ya que él pensaba que estaba involucrado con la causa de los rebeldes. Durante su estancia bajo el poder Joaquín tuvo un gobierno mediocre pues las finanzas del estado las arruinó, retraso el pago de los empleados públicos y el reparto agrario para evitar que se suspendieran las contribuciones prediales del campo, que constituían la fuente de ingresos mayor y principal de la entidad. José María Truchuelo entre otros antecesores, habían iniciado una reorganización que se vino abajo, pararon de transmitirse las solicitudes ejidales, la educación bajo al no pagarle a los maestros, y nunca se emprendió una obra material; esto hizo que el descontento de su gobierno favoreciera a su renuncia.

### Delahuertismo en Querétaro

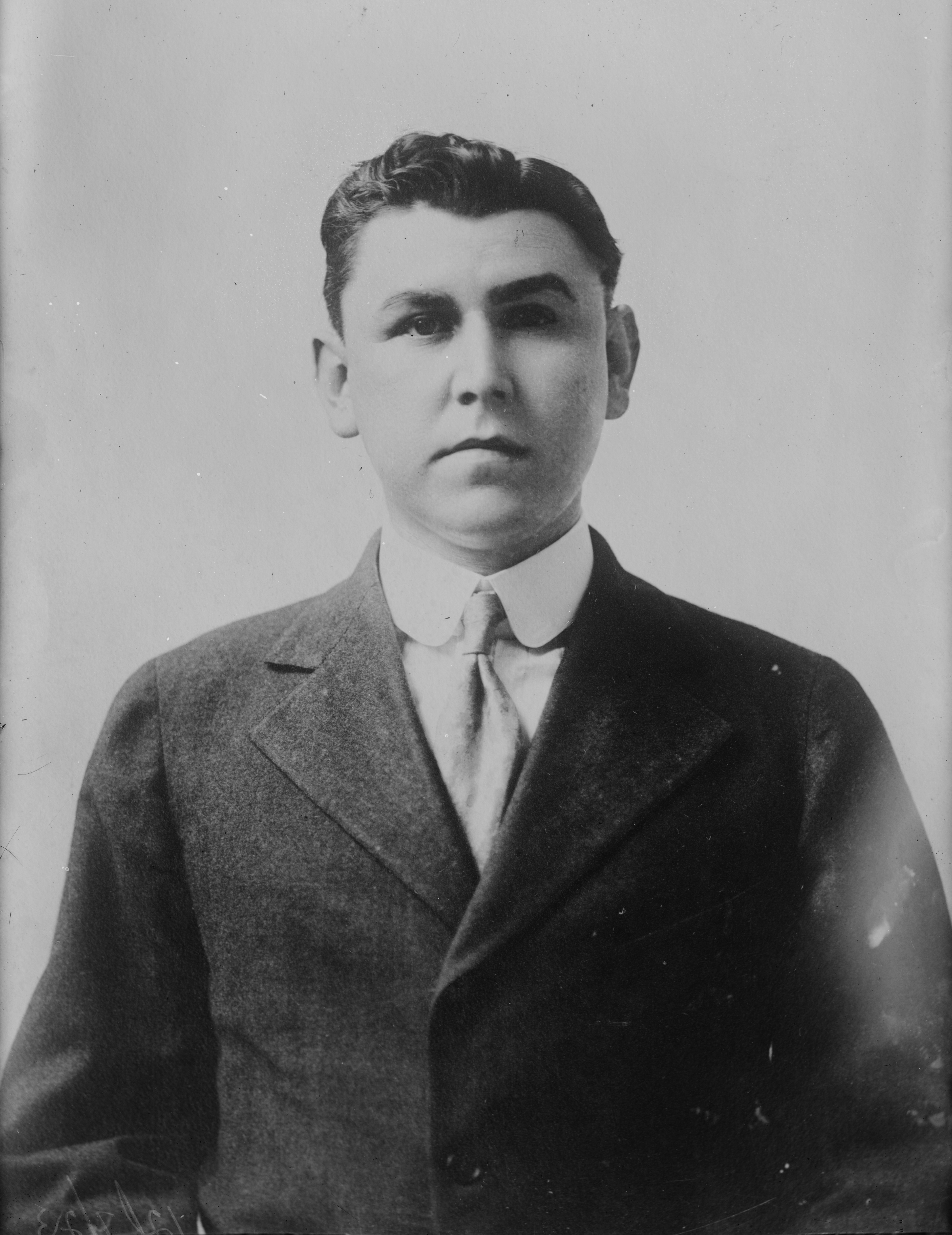
Adolfo de la Huerta joven

En Querétaro, el gobernador Francisco Ramírez Luque fue aprehendido y destituido por órdenes del presidente Obregón el 15 de diciembre de 1923 pues se conspiraba con la causa rebelde.

### Renuncia al gobierno de Querétaro
Al llegar el general Ángel Flores a Querétaro en agosto de 1924, fue recibido por sus simpatizantes con una manifestación pidiendo más apoyo. De inmediato De la Peña ordenó al inspector de policía detener a los manifestantes, este armó una balacera y resultó herido de muerte a Francisco Ramírez Luque. Los queretanos pensaron que la muerte del exgobernador había sido planeada, las relaciones entre el General De La Peña y los queretanos se volvieron demasiado tensas a tal punto que se vio obligado a renunciar de su puesto, enseguida la legislatura designó en su lugar a Julián Malo Juvera.

### Después de Gobernador
Después de separarse de la primera magistratura de Querétaro el general De la Peña fue diputado al Congreso de la Unión en representación de su entidad de 1926 a 1928. y posteriormente, se empeño como oficial mayor del Departamento Central. Escribió un estudio económico llamado: Querétaro y sus problemas, en el que expuso lo que a su parecer era la forma de solución con eficencia.Nuevamente en intervinó en la política de su estado al intentar desaforar al gobernador Abraham Araujo casi iniciado su periodo al tiempo de que este último mostró tolerancia hacia los sacerdotes donde exponía un lapso de 15 días para no proceder contra ellos, todo en el marco de la Guerra Cristera

#### Retiro del ejército y política
En 1935, a los 43 años de edad, se retiró del ejército y de la vida política para dedicarse a la industria.En 1948, con la exposición de su estudio antes descrito volvió a aspirar a la política por tercera y última vez.

#### Presidente de Ibero-Mex
Dueño de la empacadora de alimentos Ibero-Mex fungió como presidente de las Industrias de Transformación.De igual manera lo fue de la Citromex.

#### Presidente delCANACINTRAy muerte
Falleció el 12 de julio de 1959, a los 66 años de edad; era presidente de la Cámara Nacional de la Industria de la Transformación (CANACINTRA), en la que publicó diversos estudios técnicos.